# نیملوت
نیملوت  نام الفی بر اساس داستانی از تالکین می‌باشد.
دوشیزه‌ی الفی از دوریات، که با دیور، وارثِ تین‌گول پیمان زناشویی بست و مادر الوینگ بود.
از نیملوت صریحاً به عنوان ملکه دوریات نام برده نشده است اما با همسری دیور از خاندان تین‌گول، این عنوان برایش منطقی به نظر می‌رسد.